# Brent Corrigan
Sean Paul Lockhart (* 31. října 1986 Lewiston, Idaho) je americký model, filmový herec, pornoherec, režisér a producent erotického videa. V oblasti gay pornografie je znám zejména pod uměleckým pseudonymem Brent Corrigan. Pro studio Falcon vystupoval v roce 2006 také pod pseudonymem Fox Ryder.
Jeho pornografické začátky vzbudily mnoho kontroverzí. První filmy totiž natáčel ještě před dosažením zákonné věkové hranice, a když to vyšlo najevo, musely být některé snímky staženy z distribuce. Dostal se do ostrého sporu s vlastníkem a režisérem studia Cobra Video a po jeho násilné smrti čelil policejnímu vyšetřování, jež však vedlo k jiným pachatelům. Založil si vlastní produkční společnost a pod značkou Dirty Bird Pictures natáčel další filmy, v nichž i sám účinkoval. V tomto období začal sklízet první ocenění. Provázely ho však i kritické hlasy, které připomínaly jeho minulé účinkování v „bareback“ scénách bez použití kondomu. Některá americká studia, více než evropská, totiž zaujímala k těmto méně bezpečným praktikám přísný postoj. Přes negativní publicitu, nebo možná i díky ní, zajisté však i díky jeho osobní houževnatosti a komunikativnosti, dosáhl ve svém oboru značného věhlasu. Mimo jiné byl v roce 2013 uveden na Zeď slávy Grabby Awards a o čtyři roky později obdržel Cenu za celoživotní přínos.
Od roku 2007 činil pokusy působit také jako herec, producent i režisér v mainstreamové filmové produkci. Nejdále však pronikl jen k miniaturním rolím v lehkých komediích Another Gay Movie 2 a The Big Gay Musical nebo v oceňovaném životopisném dramatu Milk. Další jeho tvorba nepřekročila hranice zájmu gay publika. V roce 2014 se tedy znovu vrátil naplno k účinkování v pornografii, jako exkluzivní model silné americké produkce Falcon Studios. Na přelomu let 2016/2017 zde dostal příležitost ujmout se i režie.

## Osobní život
Sean Paul Lockhart se narodil v Lewistonu v americkém státě Idaho a vyrostl na předměstí Seattlu spolu se starším bratrem, mladším bratrem a sestrou. Biologického otce údajně nepoznal. Když byl ve třetí třídě, odešla od nich matka a sourozenci byli vychováváni jeho nevlastním otcem. V roce 2003 se odstěhoval za matkou do San Diega. Podle vlastního vyjádření se zajímal o kinematografii a filmovou režii, a také proto zamířil do jižní Kalifornie. Tehdejší o pět let starší partner ho přivedl k pornografii.
Mezi lety 2004 a 2005 se odstěhoval od matky, po neúspěšném pokusu o samostatné bydlení na vlastní pěst zakotvil v pronajatém pokoji u 40letého Texasana Granta Roye, který se svým partnerem bydlel v domě na předměstí San Diega. Po několika měsících a rozchodu Roye s partnerem se jejich vzájemný vztah proměnil na partnerský. Spolu připravovali a později také realizovali Corriganovu samostatnou kariéru. Někdy v té době také přišel ke svému – později signifikantnímu – tetování: modré pěticípé hvězdě na pravé hýždi. V pozdějších letech už však vystupoval opět jako nezadaný.
Později, někdy kolem roku 2014, měl také vztah s pornohercem Nickem Capra.
V červenci 2016 Lockhart zveřejnil záběry svého nového tetování – šipky okolo levého předloktí. Na podzim 2016, krátce po natáčení společné scény pro film studia Falcon About Last Night, začal chodit s kolegou z branže JJ Knightem. Počátkem června 2017 dvojice oznámila své zasnoubení. V březnu 2018 však Lockhart ohlásil rozchod.
Počátkem června 2019 na Twitteru informoval o svém novém tetování zamýšleném jako pocta jeho koni jménem Salvadora Dalí. Jednalo se o mořského koně na zadní straně jeho pravé paže. Ještě před koncem června pak publikoval fotografii dalšího tetování, tentokrát ve formě letícího ptáčka s nápisem „Love and Light“ („láska a světlo“) v levé žeberní oblasti poblíž srdce.
V rozhovorech roku 2011 uváděl, že pracuje na sepsání svých memoárů s názvem Incorrigible (česky „nenapravitelný“). V srpnu 2014 však informoval, že se práce na nich (i na zamýšleném filmu podle nich) zdržela a projekt je stále ve vývoji.
V rozhovoru pro magazín DNA roku 2017 Lockhart uvedl, že má diagnostikovanou maniodepresivitu, částečně z rodinných příčin, částečně jako posttraumatickou stresovou poruchu v důsledku smrti Briana Kocise a souvisejícího vyšetřování. O své bipolární poruše psal např. na Twitteru již v listopadu 2015.

## Pornografická kariéra

### Cobra (2003–2006)
V letech 2003 až 2005 natočilo a vydalo studio Cobra Video čtyři filmy s Seanem Lockhartem, který v nich vystupoval pod pseudonymem Brent Corrigan. Sám Lockhart, citovaný magazínem Out, uvádí, že křestní jméno svého alter ega převzal od kolegy z branže Brenta Everetta a příjmení našel v telefonním seznamu – znělo mu prý irsky či skotsky, což mu vzhledem k vlastnímu irskému původu připadlo vhodné.
Studio Cobra Video, založené a vedené Bryanem Kocisem (pod pseudonymem Bryan Phillips), mezi lety 2001 a 2007 produkovalo nízkorozpočtové pornografické filmy se zaměřením na mladé představitele (tzv. twinks či barely legal). Brent se stal v roce 2004 jedním z jeho prominentních herců.
Další hvězdou studia se téměř současně stal i Brent Everett, který v té době už měl zkušenosti z jiné produkce a spolu s „jmenovcem“ natočil jednu ze scén filmu Schoolboy Crush. V další, závěrečné scéně filmu s oběma účinkoval i Chase McKenzie a Brent Corrigan se zde objevil v pasivní roli dvojnásobně penetrovaného.
Tomu předcházel Brentův debutový film Every Poolboy's Dream, v němž ztvárnil titulní roli a účinkoval ve třech scénách: spolu s Brendenem Michaelem při paralelním užití análních sexuálních pomůcek, s Jakem Landausem ve „flip-flop“ scéně a s oběma v sériově pasivní roli při sexu ve třech, vždy bez použití kondomu.
Na jaře 2005 studio vydalo další film Bareboned Twinks, jehož jedna scéna zachycovala Brenta opět v pasivní roli s Brentem Everettem.
Poslední z čtveřice filmů představoval Casting Couch 4, složený z devíti „castingových“ scén: jedné orální a osmi sólových autoerotických, včetně Brentovy.
V září 2005 však Sean Lockhart oznámil FBI, že scény pro čtveřici filmů natočil ještě před dovršením 18 let, což je zákonná hranice pro účinkování v pornografii. Prostřednictvím právního zástupce požadoval stažení filmů z trhu. Majitel studia Bryan Kocis reagoval argumentem, že Lockhart před natáčením doložil falešný průkaz totožnosti dokladující zletilost a on že o jeho podzákonném věku neměl povědomí. Lockhart potvrdil, že průkaz byl falešný, že však o tom majitel věděl a že jemu to bylo vysvětleno jako běžná praxe. Jeho právník argumentoval tím, že kontrola průkazu totožnosti a důsledky z jejího neprovedení jsou zákonnou povinností a odpovědností producenta. Navíc uvedl, že Kocis s Lockhartem během spolupráce navázal sexuální vztah. A také že pro Kocise točili i další účinkující před dovršením zákonného věku. To Kocis označil za nepodložené. Začátkem roku 2006 podal na Lockharta žalobu pro porušení smlouvy, domáhal se náhrady škod ve výši 1 milionu dolarů a zároveň požadoval, aby Lockhart nadále neužíval „obchodní značku“ Brent Corrigan, kterou si Kocis mezitím nechal zaregistrovat.
Studio spolu s distributorem stáhlo filmy z trhu. První dva zmizely zcela; Bareboned Twinks a Casting Couch 4 byly později po vystřižení Brentových scén distribuovány znovu. Pod hlavičkou Cobra Video v následujícím roce vyšly ještě čtyři další filmy, které obsahovaly scény natočené s Brentem po dosažení zletilosti (a před jeho odchodem ze studia): Film Cream BBoys, někdy označovaný také jako Cream Bareback Boys, uváděl Brenta v závěrečné flip-flop „bareback“ scéně s Connorem Ashtonem. Poprvé ukázal Brentovo nové tetování – modrou pěticípou hvězdu na pravé hýždi.
V následujícím filmu Naughty Boy's Toys s ním Cameron Lane sdílel oboustranné dildo. DVD obsahovalo také bonusovou sólovou scénu, v níž Brent experimentoval s vakuovou pumpou a dildem. Režisér ji pojal jako Brentovu fantazii o jeho předchozích zkušenostech s Brentem Everettem a prostříhal do ní některé záběry Brenta Everetta a Chase McKenzieho z kontroverzního filmu Schoolboy Crush.
V závěrečné scéně dalšího filmu Fuck Me Raw! (prezentovaného též jako Brent Corrigan's Fuck Me Raw!) se Brent objevil v pasivní roli se Skylarem Clarkem.
Brent figuroval také na obalu jako hlavní tvář filmu v poněkud obscénní pozici. Podobně byl v ponížené pozici vyobrazen i u filmu, který měl vyjít o měsíc později, v září 2006 pod názvem „Take It Like a Bitch Boy“. V červnu následujícího roku se film objevil na trhu s méně vulgárním pojmenováním „Take It Like a Bad Boy“, a to v distribuci společnosti AEBN provozující službu video on demand.
Studio Cobra Video také počátkem roku 2006 spustilo webové stránky BrentCorriganXXX v reakci na to, že Lockhart s Royem už v listopadu 2005 založili vlastní stránky BrentCorriganOnline. Jejich provozování bylo také předmětem právních sporů o značku Brent Corrigan.
Během podzimu 2006, kdy vyjednávání Lockharta s Kocisem pomalu spělo k dohodě, začal jednat o spolupráci pro natáčení mimo jiné s partnerskou dvojicí Harlow Cuadra a Joe Kerekes. Ta provozovala eskortní služby, natáčela i účinkovala v bareback videu, které publikovala na svých vojensky zaměřených stránkách BoyBatter. V lednu 2007 dospěli právní zástupci Lockharta a Kocise k završení mimosoudní dohody a mělo dojít k podpisu oběma stranami. 24. ledna byl ale Kocis ve svém domě zabit. 15. května byli Cuadra a Kerekes zatčeni policií a obviněni z vraždy. Podle policejní verze si slibovali od spolupráce s Lockhartem vyřešení své problematické finanční situace a od Kocisova úmrtí Lockhartovo vyvázání z jeho smluvních závazků.
V prosinci 2008 se Kerekes před soudem přiznal k vraždě a byl odsouzen k doživotnímu vězení. Cuadra se nepřiznal, soud jej však v březnu 2009 uznal vinným, porota se jen neshodla na trestu smrti, a proto byl odsouzen rovněž k doživotnímu vězení.
V roce 2012 byla vydána kniha pojednávající o celé kauze.
V říjnu 2010 oznámila newyorská společnost EuroMedia Distribution, že získala výhradní distribuční práva na filmy studia Cobra Video, usiluje o oživení jeho značky a připravuje reedice filmů na DVD i k distribuci formou VOD. Hugo Harley uvedl, že také existuje určité množství dosud nepublikovaného materiálu.
V roce 2011 takto vyšla dvě DVD s nahrávkami z roku 2005 – výběr Brentových scén z předchozích filmů Brent Corrigan: Beautiful Boy a soubor dosud nepublikovaných záběrů The Brent Corrigan Sex Tapes. Obdobně byl roku 2012 vydán i dvoudiskový set Casting Couch Anthology se souborem castingových sólových scén studia; scény s Brentem však neobsahoval.

### Falcon (2006)
Během probíhajících sporů s Bryanem Kocisem, v květnu 2006 Sean Lockhart účinkoval ve velkorozpočtovém dvoudílném videu jednoho z nejznámějších studií, Falcon Studios – The Velvet Mafia. Scénář Austina Deedse vyprávěl příběh z prostředí gay pornografického průmyslu, v němž se dvě kalifornské mafiánské rodiny přetahovaly o mladíčka jménem Fox Ryder. Toho ztvárnil právě Lockhart. Magazín Out popisuje, že se studio Falcon rozhodlo neuvádět ho jako Brenta Corrigana kvůli právním pohrůžkám od Cobra Video. Fox Ryder vystupoval už v první sexuální scéně jako pornoherec natáčející video ze školního prostředí pro jednu z porno-mafiánských rodin, těsně před svým únosem druhou rodinou. Během scény si vyměnil aktivní i pasivní sexuální roli se svým „učitelem“ Tonym Avalonem, kterého hrál Erik Rhodes. Ve druhém dílu se – opět verzatilně – zapojil do sexu ve třech s Corym a Jordanem Starrovými, ztvárněnými Romanem Heartem a Chadem Huntem. Film si vysloužil 12 nominací na ceny GayVN Awards 2007
a zrovna tak tucet nominací na Grabby Awards 2007, z nichž celkem pět proměnil, mimo jiné za scénář a umělecké vedení.
Později se scény s Foxem Ryderem ze „Sametové mafie“ objevily také v řadě výběrových souborů studia Falcon: V roce 2008 to byly The Best of Erik Rhodes 1 a The Best of Roman Heart 1 v rámci edice Falcon Anthology Series. Scéna s Erikem Rhodesem se objevila o rok později na DVD Best of the 2000s, Volume 2 v rámci Falcon Collection a v roce 2010 také v dvoudiskovém výběru Young Men of Falcon z edice Falcon Four Hours. Scéna s Chadem Huntem a Romanem Heartem byla v roce 2011 obsažena v souboru My Big Fucking Dick 3: Chad Hunt.

### BrentCorriganOnline (2006–2007)
Lockhart mezitím pokračoval v provozování webových stránek BrentCorriganOnline. Spravoval na nich osobní blog, jehož prostřednictvím komunikoval s fanoušky. Ten byl mimo jiné oceněn serverem Best Gay Blogs jako nejlepší osobní gay blog (Best Gay Personal Blog) roku 2006. V průběhu května 2006 publikoval Lockhart sloupek s vyprávěním svého příběhu a s fotogaleriemi i na stránkách JasonCurious.
Přibližně ve stejné době začala být, v souvislosti se změnou designu, uváděna v zápatí jeho vlastních stránek společnost LSG Media.
Ta vznikla už v říjnu 2005 jako produkční společnost právě za účelem provozování webových stránek. Lockhart později v rozhovoru pro GayWired uvedl, že byl 30% podílníkem společnosti. Majoritním vlastníkem s 51% podílem byl Lee Bergeron a ředitelem Lockhartův tehdejší partner Grant Roy.
O rok později, v říjnu 2006 byla na stránkách spuštěna vedle blogu i část s placeným přístupem, s nově pořízenými erotickými fotografiemi a videi Brenta Corrigana a dalších modelů.
Brent se zde objevil v sólových scénách Cam Events 1 & 2. V červenci 2006 natočil s Ashtonem Starem orální scénu Extra Cardio a s Joshem Vaughnem flip-flop scénu Soccer Boys. Další flip-flop scénou byla Brad and Brent Sweet It Out s Bradem Davisem. V září 2006 následovaly dvě scény s Brentem v pasivní roli: Smoke Mirrors s Chrisem Bowenem a Third Time's a Charm s Jacobem. S modelem jménem Justice v září natočil castingovou scénu Casting Couch – Justice a ve scéně Double Penetration se oba spojili s Chrisem Bowenem k sexu ve třech. V této scéně se Brent zapojil nejdříve v aktivní roli s Justicem, včetně dvojité penetrace za pomoci Chrise, a následně v pasivní roli s Chrisem.
V prvním pololetí 2007 však propukly spory uvnitř LSG Media. Lockhart v březnovém rozhovoru pro GayWired uvedl, že Bergeron nahradil Roye v pozici ředitele společnosti. Koncem června Lockhart napsal, že od začátku února nedostal za svou práci pro společnost zaplaceno, a ukončil svou činnost na stránkách BrentCorriganOnline.
V červenci téhož roku spustil své nové vlastní stránky s osobním blogem BrentCorriganInc a záhy si za ně vysloužil ocenění Cybersocket v kategorii Nejlepší stránky pornohvězdy.

### Dirty Bird (2007–2010)
Po vyvázání z předchozích smluvních závazků navázal Sean Paul Lockhart v roce 2007 spolupráci s producentem Dennisem Francisem Ashem vystupujícím pod jménem Dink Flamingo. Ten od roku 1998 provozoval vlastní produkční společnost a pornografické webové stránky s vojenskou tematikou Active Duty. V roce 2006 po skandálu s vojáky v aktivní službě natáčejícími pro jeho studio
přestěhoval společnost z Fayetteville v Severní Karolíně do Pensacoly na Floridě a pak do San Diega. V roce 2007 vytvořil novou sesterskou značku Dirty Bird Pictures a najal režiséry Mikea Donnera a Jetta Blakka, aby pro ni natočili první snímky. Zároveň se rozhlížel po nových režisérských talentech, kterými se stali Barrett Long se svou společností Long Media, Mason Wyler a také Brent Corrigan. Ten spolu s partnerem Grantem Royem založil téhož roku novou produkční společnost Prodigy Pictures.
V říjnu 2007 Brent natočil první scénu pro film The Porne Ultimatum. Šlo o příběh inspirovaný mainstreamovou filmovou trilogií s Mattem Damonem v hlavní roli elitního tajného agenta Jasona Bournea, jejíž závěrečný díl The Bourne Ultimatum byl právě v roce 2007 uveden do kin. V pojetí Mikea Donnera, režiséra a scenáristy odvozeného „Porneova ultimáta“ šlo o postavu Chasona Pornea, ztvárněnou Kadenem Saylorem, známým dosud z Active Duty.
Brent Corrigan ve filmu vystupoval coby student medicíny a agentův náhodný zachránce. V další roli se objevil krom jiných i Mason Wyler. Film šel do distribuce na jaře 2008 a téměř současně s ním i první Brentův režisérský počin: Brent Corrigan's Summit. Brent ho natočil v lednu 2008 v hotelu u jezera Tahoe s dalšími devíti účinkujícími ve stylu reality show. Sám vystoupil jako průvodce jednotlivými scénami a také se dvou scén zúčastnil. Nejdříve pasivně s Masonem Wylerem v prostředí hotelové sauny a na závěr ve skupinové scéně s trojicí Adam Wells, Reese Reynolds a Jacob Powell. Jednalo se o první produkční počin studia Prodigy Pictures pod zastřešením Dinka Flaminga.
Na přelomu února a března 2009 vyšel i „režisérský sestřih“ filmu s dvojnásobnou stopáží a bonusovým materiálem. Jednou z přidaných bonusových scén byl Brentův rozhovor s Masonem Wylerem, který přešel ve společné sexuální hrátky.
Druhý snímek v koprodukci Prodigy Pictures s názvem Just the Sex byl složen ze scén natočených v březnu 2008, ale také v březnu a listopadu 2007. Ve třech z pěti scén Brent Corrigan i sám vystupoval, vždy v pasivní roli. V úvodní scéně s později mediálně známým „gayem za úplatu“ Kurtem Wildem, pro nějž to byl první výstup v aktivní roli. V dalších scénách se Brentovými aktivními partnery stali Ace Sinclair a Luke Hass. Film byl vydán na přelomu června a července 2008. Ze stejného produkčního období jako tento titul pochází i scény pro jeho následující díl, Just the Sex 2. Brent se v něm objevil v úvodní flip-flop scéně se Stevem Oliverem a na závěr v aktivní roli s Turkem Melrosem. Tuto závěrečnou scénu pořídil v prostředí hotelového pokoje během své účasti na chicagském gay pride v květnu 2008. Film šel do distribuce na začátku ledna 2009.
Film The Porne Ultimatum byl nominován na ceny GayVN 2009 hned v osmi kategoriích, v žádné však nedosáhl prvenství. Zato Brent Corrigan's Summit získal cenu za nejlepší poloprofesionální film (ze tří nominací) a dvojice „all-sex“ filmů Just the Sex 1 & 2 cenu za nejlepší „twink“ film (z pěti nominací). Sám Brent Corrigan získal mimo to cenu pro nejlepšího pasivního herce a neproměněnou nominaci v kategorii Účinkující roku. Druhý díl Just the Sex pak byl ohodnocen jako nejlepší „twink“ film i při udílení cen Grabby (ve stejné kategorii byl nominován také Summit). Při vyhlašování cen GayVN došlo k incidentu, kdy herec, režisér a konkurenční podnikatel Michael Lucas slovně konfrontoval Brenta Corrigana a porotce, kteří jej nominovali, a to v souvislosti s jeho předchozím nezletilým působením a dalším setrváním v branži.
V průběhu roku 2008 točil Brent scény i pro další filmy. V dubnu to bylo natáčení v režii Dink Flaminga pro třetí díl minisérie Drafted, který vyšel v květnu pod značkou Active Duty. Druhá scéna ve stylu „tag team“ tvořila celou polovinu filmu. Začala orálním sexem Brenta s Kadenem Saylorem, s nímž se setkal už v „Porneově ultimátu“, vedle samostatně orálně souložící trojice: King Cole, Chaz a Spencer. Cole se později přidal k Brentovi a Kadenovi a v závěru se celá pětice spojila, aby se Spencer a Cole vystřídali v aktivní roli s pasivním Brentem Corriganem.
Koncem srpna Brent s režisérem Mikem Donnerem natočil scénu pro film The Porne Identity, který navázal na předchozí příběh agenta Chasona Pornea. Toho opět ztvárnil Kaden Saylor. Brent se v roli jeho spřáteleného lékaře potkal ve scéně s Thomasem Jacksonem v roli úhlavního nepřítele Hardstonea, z jehož zajetí se vykoupil sexem, opět v pasivní roli.
Film šel do distribuce v červnu 2009.
Po úspěchu Summitu Brent v říjnu 2008 natočil další vlastní film v podobném stylu reality-show. Brent Corrigan's Big Easy vznikl při týdenním natáčení v New Orleans s dalšími pěti účinkujícími. Režisér si opět zahrál i ve dvou scénách: V úvodní „flip-flop“ scéně mu byl partnerem Ryan Buckley a znovu i v závěrečné „tag-team“ scéně, kdy se k dvojici přidali ještě Aiden Tyler a Jake Green. I zde Brent vystoupil v aktivní a v závěru i pasivní roli. Film byl vydán v květnu 2009
a získal cenu GayVN 2010 v kategorii Nejlepší amatérský nebo poloprofesionální film. Sám Brent Corrigan byl oceněn hned ve dvou kategoriích: Nejlepší pasivní herec a Nejlepší webový účinkující.
Film byl také nominován spolu s dalšími 16 snímky v uživatelské kategorii Film roku Cybersocket Web Awards 2010, na cenu však nedosáhl.
V prvním pololetí 2009 Brent natočil ještě další dva filmy v produkci svého studia Prodigy Pictures: v polovině března Working Hard a koncem června Heat. Příběh prvního z nich se odvíjel v prostředí fiktivního pornografického studia. Brent se objevil nejdříve ve třetí scéně penetrovaný Hunterem a Randym – zprvu jednotlivě a pak i oběma současně. V následující „tag-team“ scéně mu sekundovali Ryan Buckley, Jake Green a Andy Banks – nejdříve Ryan v orálním styku, poté Andy penetrován Brentem a pak znovu Ryan penetrující Brenta. V závěrečné scéně se Brent opět verzatilně setkal s Andym Banksem. Celý film také uváděl a mezi jednotlivými scénami komentoval jako postupně se odhalující průvodce.
Brent Corrigan's Heat se stal posledním v řadě filmů pořízených v produkci Prodigy Pictures a pod zastřešením studia Dirty Bird. Brent jej natočil se čtyřmi dalšími účinkujícími v kalifornském Palm Springs. První scéna byla uvozena Brentovou instruktáží dvojice nováčků; Richie Rau a Jesse Jordan se s ním pak vystřídali v pasivních rolích. Ve třetí scéně se Brent znovu v aktivní roli vrátil s pasivním Jesse Jordanem. DVD s filmem Brent Corrigan's Working Hard vyšlo v lednu 2010 a Brent Corrigan’s Heat koncem dubna téhož roku.

### Jet Set Men (2010)

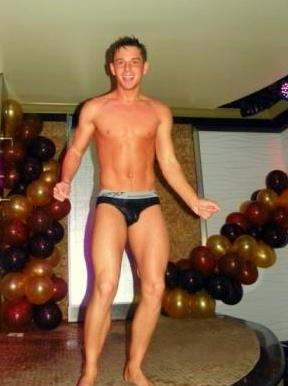
Brent Corrigan při vystoupení v houstonském klubu Meteor v listopadu 2010

Koncem března 2010 na DVD – a po třech měsících i na blu-ray – vyšla sexuální komedie Getting Levi's Johnson z produkce studia Jet Set Men.
Šlo o parodickou reakci na některé tehdejší aktuální události s politickým kontextem.
Režisér a šéfproducent studia Chris Steele obsadil Brenta Corrigana do role asistenta. Ten se ve třetí scéně potká s titulním hrdinou Levim – v podání Caseyho Monroea – při focení v redakci magazínu Vanity Flair. Jejich balkonová pauza po focení ovšem skončí sexem, s Brentem v pasivní roli.
Parodický snímek vzbudil pozornost hodnotitelů Grabby Awards 2011 a odnesl si hned tři ceny: Nejlepší scénář, Umělecké vedení a Nejlepší komediální film. Řadu dalších nominací neproměnil, včetně kategorií Nejlepší film, Nejlepší režie a Nejlepší kamera. S celkovými 16 nominacemi se stal „nejnominovanějším“ filmem roku. Brent Corrigan získal nominaci za Nejlepší párovou scénu (s Caseym Monroem) a Nejlepšího herce ve vedlejší roli. Navíc bez přímé souvislosti s filmem ještě další dvě nominace, v kategoriích Nejžhavější pasivní herec a Nejlepší blog pornohvězdy.
Brentova scéna z filmu se objevila i na výběrovém DVD Buttfucked, které studio vydalo v roce 2012, s Brentem na obalu.

### TheNewBrentCorrigan (od roku 2010)
31. července 2009 Brent na svém blogu popsal pocit, že je jeho život na rozcestí. Psal o rozdílných představách svých a svého tehdy už jen obchodního partnera Granta Roye o dalším směřování společného podnikání. Uvažoval o třetí verzi svých webových stránek. Zmínil také, že jej současná ekonomická situace a stav trhu nabádá porozhlédnout se po seberealizaci mimo svět pornografie.
18. srpna byla zaregistrována internetová doména thenewbrentcorrigan.com a téhož dne Brent napsal na svém blogu příspěvek, v němž popsal podrobněji fungování své firmy, finanční situaci a své současné zklamání.
Poslední Brentův příspěvek v blogu BrentCorriganInc pochází z 3. listopadu 2009 a popisuje helloweenskou party a jeho dosažení věku 23 let.
Na začátku roku 2010 došlo ke spuštění nových stránek TheNewBrentCorrigan s blogem, diskusním fórem a placenou sekcí s fotogaleriemi a videi.
Stránky posléze získaly ocenění laické veřejnosti Cybersocket Web Awards 2011 v kategorii nových stránek.

### Mezidobí (2010–2014)
Koncem dubna 2010 vzbudila pozornost a kontroverze instruktážní videa, která Brent natočil pro washingtonskou organizaci DC Fuk !t. Organizace se zabývala prevencí pohlavně přenosných chorob a Brenta si pro videa o správném použití kondomu a sexuálním zdraví vybrala podle vlastního vyjádření proto, že sice dříve točil filmy bez použití kondomu, ale poučil se, veřejně se omluvil a přešel k natáčení s kondomem.
Koncem roku 2010 společnost Fleshlight oznámila, že byl Brent Corrigan ve veřejné soutěži vybrán jako vzor pro výrobu masturbačních pomůcek Fleshjack v podobě replik jeho úst, penisu a anu. Dalšími vybranými byli Brent Everett a Pierre Fitch.
Studio Jet Set Man v jedné ze svých zpráv (z května 2011) uvedlo, že Corrigan od své role ve filmu Getting Levi's Johnson dosud v jiném gay pornu neúčinkoval a věnoval se natáčení mainstreamových nezávislých filmů.
V roce 2012 se Lockhart stal jednou z tváří komerčních reklamních kampaní značky Andrew Christian. Módní návrhář Andrew Christian je tvůrce značkového pánského oblečení a zejména spodního prádla, který cílí na gay klientelu. V jeho propagačních spotech vystupovaly i další známé tváře z oblasti gay porna, např. Nicco Sky, Cameron Marshall, Rod Daily, Cameron Marshall, Tate Ryder, Dean Monroe, Johnny Rapid, ale také tanečníci a modelové Quinn Jaxon (Kurt Madison), Jason Medina, Steven Dehler a další.
V květnu 2013 byl Brent Corrigan uveden na Zeď slávy Grabby Awards.
I nadále příležitostně účinkoval na různých akcích gay komunity přímo či volněji spojovaných s pornografií a erotickým průmyslem. V lednu 2014 např. vystupoval na party HustlaBall v Las Vegas. V květnu 2014 nafotil s fotografem Stuartem Sandfordem sérii šesti aktů pro neziskovou nadaci Tom of Finland Foundation. A v červnu na svém blogu oznámil úmysl věnovat se i eskortu. Podle pozdějšího vyjádření však této činnosti poměrně záhy zanechal.

### Icon Male (2014)

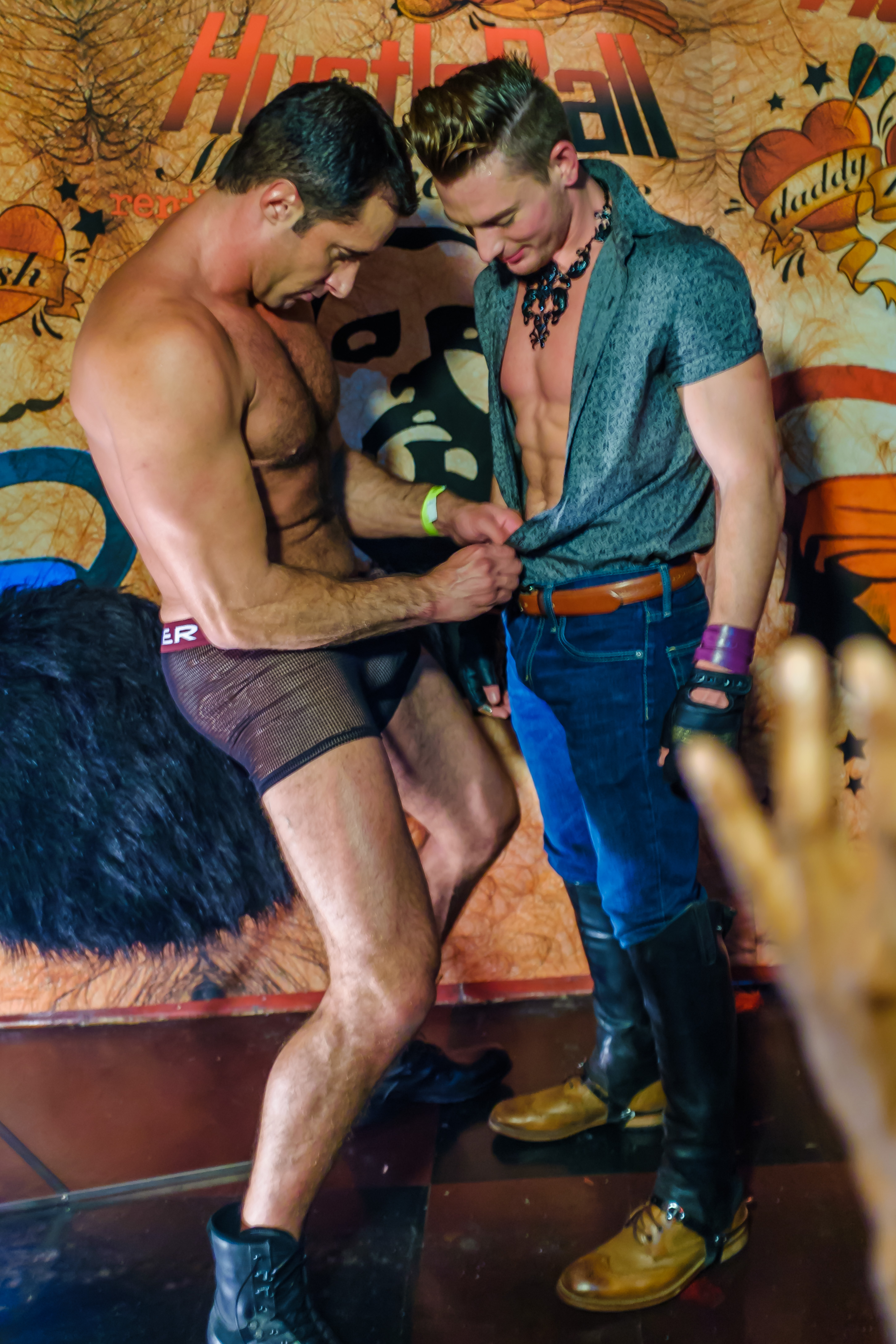
Brent Corrigan s Nickem Caprou na HustlaBallu v New Yorku 11. října 2014

Už v únoru 2014 na svém videoblogu oficiálně ohlásil návrat do pornografické branže, když si předtím zřídil účet na videochatu Cam4 a realizoval tam několik vystoupení. V pozdějším rozhovoru pro Banana Guide v září 2014 uvedl, že jak předchozí rozhodnutí odejít z pornografické branže, tak rozhodnutí o návratu do ní, nebylo jednoduché. Uvedl, že už je otráven neustálým omlouváním a překrucováním své minulosti, aby vyhověl „mainstreamovému“ světu. Zároveň dodal, že důvodem k návratu nejsou finanční obtíže, neboť podíly z prodeje sexuálních hraček Fleshjack ho dostatečně uživily.
V březnu 2014 ohlásil návrat k pornografii po čtyřleté odmlce i 40letý herec a producent Nick Capra, s nímž Brent v létě začal natáčet nové scény. Absolvoval s ním několik představení jak před kamerou (na videochatu Real Boys Online na přelomu května a června), tak i naživo (na newyorské party HustlaBall v říjnu 2014). Setkali se také při červnovém natáčení v Nové Anglii, ne však ve společné scéně.
Čerstvě založené studio Icon Male z natáčení vytěžilo dva filmy, oba pod vedením kmenové režisérky studia Nicy Noellové. První z nich, Gay Massage House vyšel na DVD v listopadu 2014. V úvodní scéně filmu představoval Corrigan hráče amerického fotbalu tajně toužícího po mužském doteku, jehož se mu dostane od maséra Adama Russoa. Druhý snímek Fathers & Sons byl vydán na DVD počátkem prosince 2014. Brent Corrigan zde hrál Daniela a Nick Capra jeho otce Douglase. Zatímco Daniel si při oslavě svých narozenin prožil románek s otcovým kamarádem Scottem (v podání Roba Yaegera), Douglas našel zalíbení ve Scottově synovi Noahovi (Alex Greene). Druhou dvojici ráno nachytá Douglasova žena a všichni čtyři se domluví, že to musí přestat. Když se však objeví Danielův kamarád Justin, otec se neudrží, Noah je toho svědkem a zhrzeně svede Daniela. Ve čtvrté, závěrečné scéně tak účinkuje Corrigan s Alexem Greenem.

### Falcon (2014–2017)
Dne 6. srpna 2014 společnost Falcon na svém firemním blogu oznámila, že se 27letý Brent Corrigan opět po letech naplno vrátil k natáčení a uzavřel se studiem dlouhodobou exkluzivní smlouvu. Společnost také ohlásila na 20. srpna chystané natáčení prvních dvou scén s Brianem Bondsem a Seanem Zevranem, které v rámci nové řady Falcon Edge zveřejnila online 19. září, resp. 3. října téhož roku. Bylo to poprvé v historii firmy, kdy scény určené pro DVD nabídla ještě před vydáním ke stažení online. Ředitel Chris Ward uvedl, že tím vychází vstříc „obrovským očekáváním a poptávce fanoušků ve spojitosti s Brentovým návratem ke gay pornu“. Před koncem října 2014 vyšel film s oběma scénami na DVD pod názvem Jacked, jako pátý titul z edice Falcon Edge. Snímek režíroval Nick Foxx a Brent Corrigan byl vyobrazen jako hlavní hvězda i na obálce.
V prosinci vydalo studio Raging Stallion v edici Monster Bang film s názvem America's Finest, v režii Nicka Foxxe a Trentona Ducatiho, pro něhož to byl režijní debut. Brent Corrigan účinkoval v pasivní roli hned v úvodní scéně s Andrewem Starkem. Několik dnů předtím společnost Falcon informovala prostřednictvím sociálních sítí o natáčení další Brentovy scény s Theem Fordem v režii Bruna Bonda. Před koncem roku ohlásila jeho účast na dvojdílném snímku Poolside, natáčeném režisérem Brunem Bondem už v říjnu v Las Vegas a připravovaném k vydání na začátek roku 2015. Dne 9. ledna zveřejnila první scénu z filmu, v níž se Corrigan vystřídal v aktivní i pasivní roli s Dariem Ferdynandem, a to v souladu s názvem ve venkovním prostředí u bazénu.
Společnost ve zpětném hodnocení roku 2014 uvedla, že se návrat Brenta Corrigana po čtyřleté odmlce stal jednou z jejích největších novinek uplynulého roku.
Výše zmíněnou scénu s Theem Fordem společnost zpřístupnila online 3. dubna 2015 jako první scénu ze současně vydávaného DVD Moving Up. Již 9. dubna poskytla zákulisní informace z dalšího Corriganova natáčení, a to společně s Pierrem Fitchem v režii Nicka Foxxe pro edici Falcon Edge. Mezitím studio NakedSword začalo od 8. dubna uveřejňovat v edici NakedSword Originals jednotlivé scény ze své nové série Vegas Hustle. Byly natočeny v polovině ledna u příležitosti druhého ročníku party Hustlaball v Las Vegas, a to v režii Mr. Pam a ve spolupráci s některými uživateli serveru Rentboy. Jako druhá přišla po několika dnech na řadu scéna nazvaná Star Struck, v níž Brent Corrigan účinkoval s klubovým tanečníkem a pornohercem Chrisem Harderem.
Po více než roční odmlce Corrigan počátkem srpna 2016 ohlásil na svém twitterovém účtu nové natáčení pro studio Falcon. Šlo o film Deep Release, který režíroval Tony Dimarco a společnost jej vydala 28. října téhož roku. Brent se objevil na obalu jako hlavní tvář filmu a účinkoval i v úvodní scéně spolu s Jasonem Maddoxem. Ve stejné době jako Deep Release točil s JJ Knightem a režisérem Dimarcem také snímek nazvaný About Last Night. Počátkem října pak s Topherem Dimaggiem Into The Blue. Dne 23. listopadu společnost Falcon vydala film About Last Night na DVD i online. Corrigan v něm účinkuje jako nejlepší kamarád oslavence (JJ Knight), který s ním absolvuje bouřlivou noc v party autobuse a klubu v Las Vegas. Je mu věnována čtvrtá, závěrečná scéna, v níž je v pasivní pozici s JJ Knightem, když jej navštíví ráno po oslavě. Dne 7. prosince Corrigan na svém Twitteru informoval o dalším natáčení pro Falcon v Las Vegas.
Dne 13. ledna 2017 studio Falcon vydalo film s cyklistickou tematikou Urban Spokes, kterým režisér Tony Dimarco navázal na dřívější sérii Spokes z 80. a nultých let. Ve druhé scéně snímku natáčeného nejpozději v říjnu předchozího roku účinkuje Brent Corrigan jako slavný vývojář aplikací, jehož kurýr Griffin Barrows je zároveň jeho obdivovatelem, což je ochoten mu dokázat přesedláním ze svého kola. Corrigan v tomto období také účinkoval při různých příležitostech spjatých s gay erotickým průmyslem, např. v polovině ledna 2017 opět na HustlaBall v Las Vegas. Objevil se také např. na titulní straně lednového čísla německého měsíčníku Boner. V první půli února 2017 společnost Falcon vydala další film, a to Into the Blue režiséra Tonyho Dimarca. Ve snímku z prostředí kolem venkovního bazénu, který se natáčel už v říjnu předchozího roku, účinkoval Corrigan s Topherem Dimaggiem ve čtvrté scéně a figuroval i na obalu spolu s Ryanem Rosem.
Ještě předtím, 1. února 2017, ovšem začal pod značkou NakedSword Originals po jednotlivých scénách vycházet film Ultra Fan, v němž Corrigan nejen účinkoval, ale také jej napsal a režíroval, spolu s D.P. Wellesem. Pornografický thriller natáčený první listopadový týden 2016 v Las Vegas byl jeho režijním debutem pro velké studio. Corrigan představoval sám sebe, tedy pornohvězdu vysílající na živém videochatu, kterou v úvodní scéně „Extra Sausage“ tajemná žena z telefonu vydíráním přinutí ke zvláštní show s poslíčkem rozvážkové služby (Calvin Banks). Sean Duran se mezitím vloupá do domu Brentova asistenta Jacka Huntera a zajme ho. Ve třetí scéně je pak opět Brent nucen k show, tentokrát se dvěma svými fanoušky. A film završí poslední scénou se svým asistentem, jehož se mu podařilo osvobodit. V březnu Corrigan spolu s JJ Knightem vyrazil u příležitosti Mardi Gras na propagační tour ke svému filmu do Austrálie.
Mezitím byly v postprodukci další filmy studia Falcon. V první polovině března vyšel snímek režiséra Tonyho Dimarca Hook'd, zaměřený na příběhy jednorázového seznamování prostřednictvím mobilních aplikací. Hned v první scéně účinkuje JJ Knight s Alexem Grayem, zatímco v následující Brent „sbalí“ pasivního Iana Greenea. Film se natáčel už v první polovině prosince 2016. Týž režisér, Tony Dimarco, pořídil v lednu 2017 záběry i pro další titul studia Falcon, Property Lovers, který vyšel v první polovině dubna téhož roku. Film se uzavírá scénou, v níž si Brent spokojeně prohlíží svůj nově přestavěný a vybavený byt a venku u bazénu najde zahradníka. Toho ztvárnil nováček u Falconu Alessandro Haddad, a když si oba vymění víc než jen telefonní číslo, scéna končí příchodem Brentova partnera JJ Knighta (s ním tvoří onu titulní dvojici „Property Lovers“).
Na 5. května 2017 společnost Falcon ohlásila uvedení svého „blockbusteru“ Earthbound: Heaven to Hell 2 v režii Chi Chi LaRue, který měl navázat na někdejší snímek Heaven to Hell z roku 2004. Hlavní postavu Ďábla v něm i po letech ztvárnil opět Dean Monroe, mafiánského Lorda si zahrál Andrew Stark a Brent Corrigan získal roli „Štístka“ (Lucky) – tanečníka u tyče v nočním klubu. Postupně online uveřejňované scény z filmu byly završeny 1. června finální šestou scénou Brenta Corrigana se Skyyem Knoxem. Film získal několik nominací na GayVN Awards, na XBIZ Awards v kategorii nejlepšího gay filmu a celkem 10 nominací na Grabby Awards. Před koncem května také vyšlo výběrové DVD A-Team All-Stars: Brent Corrigan představující šestici Corriganových scén ze snímků studia Falcon vydaných v letech 2014 a 2015.
V dubnu 2017 se Corrigan v Texasu účastnil natáčení filmu z motokrosového prostředí MXXX. Režisérka Mr. Pam jej připravovala pro značku NakedSword Originals, která začala jednotlivé scény publikovat od 21. června téhož roku, včetně speciálního videa z natáčení. Před koncem června vyšel film na DVD. Brent v něm hrál bratrance hlavní postavy Toma Faulka, který vede nezřízený život v motorkářském gangu na farmě svého strýce (JJ Knight). Účinkoval především v poslední ze čtyř scén, zveřejněné online 12. července 2017, a to „flip-flop“ s JJ Knightem. Film byl nominován v několika kategoriích na Grabby Awards 2018, včetně scénáře, kamery a uměleckého vedení, a také na nejlepší gay film XBIZ Awards.
Mezitím Brent Corrigan v červnu 2017 vyhrál v divácké anketě prvního ročníku Str8UpGayPorn Awards a v srpnu i září pokračoval v natáčení dalších filmů. Jedním z těchto pořizovaných snímků byl Love & Lust in New Orleans ve společné režii Tonyho Dimarca a Chi Chi LaRue, který byl vydán 10. listopadu téhož roku. Jde o bezpříběhový sled scén z neworleanského prostředí a Brent účinkuje v poslední z šestice scén, a to v pasivní roli s Kurtisem Wolfem. I tento film získal několik nominací Grabby Awards 2018, např. pro nejlepší „all-sex“ film i režii. Druhým ze snímků natáčených na sklonku léta byl Hidden Palms v režii Tonyho Dimarco, ze žánru „poolside“. Studio jej začalo postupně publikovat online od 8. prosince 2017, kdy zveřejnilo úvodní flip-flop scénu, v níž účinkoval právě Brent s Romanem Toddem u zahradního bazénu. Současně film vyšel i na DVD. Vysloužil si několik nominací na Grabby Awards, nominována byla i Corriganova a Toddova scéna v kategorii nejlepšího rimmingu.
Mezitím u příležitosti svých 31. narozenin o Halloweenu 31. října 2017 Brent uspořádal živou show na videochatovacím serveru Chaturbate spolu se svým tehdejším partnerem JJ Knightem a kolegou Pierecem Parisem. V polovině prosince 2017 pak ve společné show Brent a JJ oznámili záměr založit své vlastní pornografické studio. Avizovali zároveň brzké natáčení v Palm Springs. V prvních měsících roku 2018 ohlásili i název studia BC Homestead, řešili však ještě provozní otázky. Namísto skutečného rozjezdu studia ovšem v polovině března došlo k jejich rozchodu a projekt studia de facto skončil.

### Videografie

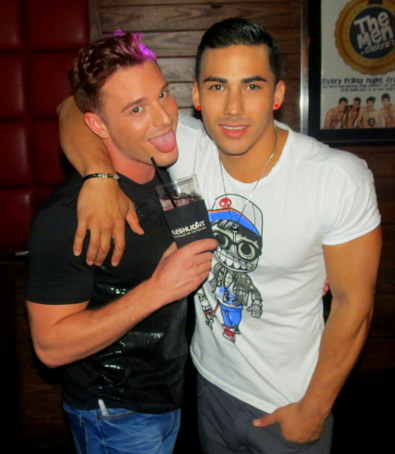
Brent Corrigan (vlevo) s kolegou Topherem DiMaggio v klubu Warehouse 5. září 2013

Dosud byly publikovány tyto pornografické filmy s Brentem Corriganem, resp. Foxem Ryderem:
- Every Poolboy's Dream (2004) Cobra Video
- Schoolboy Crush (2004) Cobra Video
- Bareboned Twinks (2005) Cobra Video
- Casting Couch 4 (2005) Cobra Video
- Cream BBoys (2006) Cobra Video
- Naughty Boy's Toys (2006) Cobra Video
- Fuck Me Raw! (2006) Cobra Video
- The Velvet Mafia 1–2 (2006) Falcon Studios, jako Fox Ryder
- Take It Like a Bad Boy (2006/2007) Cobra Video
- Soccer Boys, Extra Cardio, Sweet It Out, Smoke Mirrors, Third Time's a Charm, Casting Couch – Justice, Double Penetration (2006/2007) a další jednotlivé scény pro BrentCorriganOnline
- The Porne Ultimatum (2008) Dirty Bird
- Brent Corrigan's Summit (2008) Dirty Bird
- Just the Sex (2008) Dirty Bird
- Drafted 3 (2008) Active Duty
- Just the Sex 2 (2009) Dirty Bird
- The Porne Identity (2009) Dirty Bird
- Getting Levis Johnson (2010) Jet Set
- Brent Corrigan's Heat (2010) Dirty Bird
- Brent Corrigan's Big Easy (2010) Dirty Bird
- Brent Corrigan's Working Hard (2010) Dirty Bird
- Brent Corrigan: Beautiful Boy (2011) Cobra Video, antologie
- The Brent Corrigan Sex Tapes (2012) Cobra Video, nepublikované záběry
- Jacked (2014) Falcon Studios
- Gay Massage House (2014) Icon Male / Mile High Media
- Fathers & Sons (2014) Icon Male / Mile High Media
- America's Finest (2014) Raging Stallion / Falcon Studios Group
- Poolside 1 (2015) Falcon Studios
- Moving Up (2015) Falcon Studios
- Vegas Hustle (2015) NakedSword Originals
- Magnitude / Magnums (2015) Falcon Studios
- Deep Release (2016) Falcon Studios
- About Last Night (2016) Falcon Studios
- Urban Spokes (2017) Falcon Studios
- Ultra Fan (2017) NakedSword Originals
- Into the Blue (2017) Falcon Studios
- Hook'd (2017) Falcon Studios
- Property Lovers (2017) Falcon Studios
- Earthbound: Heaven to Hell 2 (2017) Falcon Studios
- A-Team All-Stars: Brent Corrigan (2017) Falcon Studios
- MXXX – The Hardest Ride (2017) NakedSword Originals
- Love & Lust in New Orleans (2017) Falcon Studios[321]
- Hidden Palms (2017) Falcon Studios[307]
- Mojave Heat (2018) Falcon Studios[322]
- A Night at the Entourage (2018) Falcon Studios[323]
- Hungry for More (2018) Falcon Studios[324]
- Loving Brent Corrigan (2017/2018) NakedSword Originals[325][326]

### Ocenění
- 2008 Cybersocket Web Awards: Nejlepší stránky pornohvězdy / Best Porn Star Site[327]
- 2008 Golden Dickie Awards: Nejlepší neprofesionální pasivní účinkující mladíček / Best (Amateur) Twink Performer – Bottom[328]
- 2009 GayVN Awards: Nejlepší pasivní herec / Best Bottom[329]
- 2010 GayVN Awards: Nejlepší pasivní herec / Best Bottom[139]
- 2010 GayVN Awards: Webový účinkující roku / Web Performer of the Year[139]
- 2010 TLA Gay Awards: Herec roku / Performer of the Year[330]
- 2012 TLA Gay Awards: Twitter-maniak – Nejproduktivnější v oboru / Twitter-maniac – Most prolific in the biz[331]
- 2013 Grabby Awards: Zeď slávy / Wall of Fame[186]
- 2015 Grabby Awards: neproměněná nominace v kategoriích Nejlepší herec ve vedlejší roli / Best Supporting Actor a Nejžhavější pasivní herec / Hottest Bottom[332]
- 2016 Pink X Gay Video Awards: Nejlepší herec / Meilleur acteur za film Vegas Hustle[333][334][335]
- 2017 Grabby Awards: Celoživotní přínos / Lifetime Achievement Award;[336] dále neproměněné nominace v kategoriích Účinkující roku / Performer of the Year, Nejlepší verzatilní herec / Best Versatile Performer, dále v kategorii Nejlepší herec / Best Actor za film Urban Spokes a Nejlepší párová scéna / Best Duo spolu s JJ Knightem ve filmu About Last Night[337]
- 2017 Str8UpGayPorn Awards: Cena diváků pro nejoblíbenější hvězdu gay porna / Viewer's Choice: Favorite Gay Porn Star;[297] navíc neproměněné nominace v kategoriích Nejlepší scéna pro dva / Best Duo Scene s Calvinem Banksem za film Ultra Fan a Cena diváků pro nejoblíbenější pár gay porna / Viewer's Choice: Favorite Gay Porn Power Couple spolu s partnerem JJ Knightem[338][339]
- 2018 XBIZ Awards: neproměněná nominace na Gay účinkujícího roku / Gay Performer of the Year[340][341]

## Filmová kariéra
V roce 2007 dostal Sean Lockhart dvě herecké příležitosti nepornografického charakteru. První byla malá role Skippyho v nezávislém krátkém filmu Tell Me. Šlo o dvacetiminutový horor v režii Jodyho Wheelera, v němž se spolu s ním objevili Chase Masters a Beau Puckett. Příběh začíná Skippyho pobídkou „Tell me a story!“ („Povídej!“) a dál už se odvíjí vyprávěním o dvojici milenců.
Druhou příležitostí byla role v pilotním dílu televizního rockového muzikálu Didn’t This Used To Be Fun. Muzikál vytvořil Eric Svejcar na základě své show Prince Hal, k jeho vysílání však nedošlo.

### 2008–2009:Another Gay Sequel,MilkaBig Gay Musical
Prvním dílčím úspěchem v mainstreamových celovečerních filmech byla role v komedii Another Gay Movie 2: divoká jízda (v originále Another Gay Sequel). Hrál zde „mořského víla“ Stana, který byl objektem zájmu jednoho z hlavních hrdinů, zženštilého gaye Nica (Jonah Blechman). Ve filmu měla své cameo i řada amerických gay ikon jako Ru Paul, Perez Hilton a další. Získal nominaci na GayVN Awards v kategorii Nejlepší alternativní film. V Česku vyšel na levném DVD v březnu 2009 a znovu v červnu 2011 v dvoudiskovém vydání s prvním dílem Another Gay Movie.
Drobnou němou roli Lockhart získal i v oskarovém snímku Milk režiséra Guse Van Santa. On sám si však na svém blogu i v rozhovoru pro magazín Queerty posteskl, že ve výsledném filmu byla oproti jeho očekáváním méně výrazná. Objevil se asi v 75. minutě filmu jako součást rozrůstajícího se telefonického „stromu“ gayů, kteří se svolávali k veřejnému protestu v ulicích Castra. Milk byl od 12. února 2009 uveden i v české kinodistribuci a 17. září téhož roku vydán na DVD v edici FilmX.
Další vedlejší postavu ztvárnil v muzikálové komedii The Big Gay Musical. Zde hrál prostituta, jehož služby si jeden z hlavních hrdinů, muzikálový herec Paul (Daniel Robinson) objedná na internetu, ale místo sexu si s ním chce jen povídat a ležet v objetí.
Mezitím hrál v krátkých filmech. V roce 2008 to byl další nezávislý béčkový hororový snímek In the Closet režiséra a scenáristy Jodyho Wheelera, v němž mu byl hereckým partnerem J.T. Tepnapa v roli Griffina. Lockhart je v titulcích patnáctiminutového filmu uveden pod svým pseudonymem Brent Corrigan v roli mladíka jménem Press. Griffin přichází k němu domů s očekáváním sexu na jednu noc. Před odchodem se však stane obětí hladové skříně. Film měl premiéru 10. července 2008 na festivalu Outfest. Londýnská společnost Peccadillo Pictures jej pak zahrnula do souboru sedmi krátkých gay filmů, který vydala v prosinci 2009 pod názvem Boys on Film 3: American Boy.
Koncem roku 2009 v rozhovoru s Boydem van Hoeijem pro německý magazín Männer uvedl: „Ještě jsem ale svět pornografie úplně neopustil. Ani si nemyslím, že bych najednou řekl 'Končím'. Nejdřív musím dokončit svůj plán: ztvořit úplně nový žánr. Mé představě se už docela blíží filmy jako Shortbus nebo Caligula. To jsou filmy, v nichž je milování nebo sex ve službách mezilidských vztahů. Jsem přesvědčený, že poptávka po takových filmech tu je – i když to v současném ekonomickém klimatu mají těžké.“

### 2011:Judas Kiss,Sister MaryaChillerama
S Jodym Wheelerem i J.T. Tepnapou pak spolupracoval ještě na dalším filmu Judas Kiss. Wheeler zde figuroval jako koproducent, zatímco Tepnapa se ujal režie a podílel se na scénáři s Carlosem Pedrazou. Šlo o Lockhartovu první velkou roli v celovečerním filmu. V rozhovoru pro magazín Queerty uvedl: „Ostatně nejsem úplně špatný ani oblečený. Jen jsem potřeboval tuhle první šanci.“ V mysteriózním dramatu hrál 21letého filmařského studenta Chrise, který je předmětem milostného zájmu mladšího spolužáka Dannyho (toho ztvárnil Richard Harmon). Danny je hlavním hrdinou filmu a díky záhadné časové smyčce se potkává se sebou samým ve starší verzi (Charlie David). Další postavou je Shane (Timo Descamps), sebevědomý student hudby s bohatými rodiči, který o Dannyho také usiluje. Lockhart byl v souvislosti se svým účinkováním oceněn na filadelfském festivalu QFest cenou Rising Star. Na podzim 2011 film vydala na DVD společnost Wolfe Video.
Jiným celovečerním filmem z roku 2011 byla nízkorozpočtová hororová komedie Sister Mary. Šlo o příběh homofobního detektiva Marka Rimy, který je nucen spolupracovat s okázale zženštilým gay kolegou Chrisem Riantem při pátrání po řádové sestře Mary, vraždící členy chlapecké skupiny „The Ex-Choir Boys“. Film natáčel podle vlastního scénáře režisér Scott Grenke v Chicagu už na podzim 2008 a na jaře 2009. Lockhart ztvárnil roli Chada, který se přišel do kostela vyzpovídat ze své posedlosti promiskuitním sexem a je vyslechnut detektivem Riantem. Jak napsal na svém blogu Riantův představitel Shawn Quinlan, autor připsal jeho scénu do scénáře na poslední chvíli. Premiérově byl snímek uveden do kin až 16. července 2011 v St. Charles. Dne 24. ledna 2012 byl vydán na DVD. Ačkoli byl 2. června 2012 uveden a ohodnocen zvláštním uznáním na chicagském festivalu Laugh or Die Comedy Fest, magazín Queerty jej zhodnotil takto: „Řekněme jen, že to není žádný uchazeč o Oscary.“
Následovaly další kratší snímky. I Was A Teenage Werebear je muzikálová parodie na filmy o krizi dospívání, „plážové“ romantické filmy a horory, kterou natočil jeden z mála otevřeně homosexuálních hororových režisérů Tim Sullivan. Sám autor o snímku mluvil jako o parodii na Rebela bez příčiny, Pomádu a Stmívání. Název odkazuje ke klasickým mládežnickým hororům z druhé poloviny 50. let I Was A Teenage Werewolf a I Was a Teenage Frankenstein. Snímek, dějově zasazený do roku 1962, vypráví o krizi identity středoškolského studenta, kterého kousne kožeňácký „werebear“. Werebear je jakousi medvědí verzí vlkodlaka. V gay slangu navíc odkazuje na tzv. „medvědy“ coby archetyp chlupatých statných vousáčů. A právě v takové se postavy filmu ve chvílích vzrušení proměňují. Sean Paul Lockhart – uváděný poprvé svým občanským jménem i v titulcích filmu – ztvárnil hlavní postavu a nazpíval tři písně: „Purge“, „Room for All“ a spolu s Gabby Westovou úvodní „Don't Look Away“. Ty pak vyšly i na soundtrackovém CD.
I Was A Teenage Werebear byl do kin uveden v létě 2011 jako součást celovečerní béčkové hororové antologie Chillerama, která obsahovala další tři příběhy. Jeden z nich, Zom-B-Movie, se odehrával v autokině, a tak v sobě propojil ostatní tři části. Zbylé dva pojednávaly o přerostlé spermii ohrožující New York (Wadzilla) a o Hitlerově snaze ztvořit smrtící zbraň (The Diary of Anne Frankenstein). Werebear byl v antologii jediný s gay tematikou. Ještě před koncem roku vyšla filmová kompilace na DVD. Koncem léta 2012 vydal autor Tim Sullivan svou část filmu na samostatném DVD v prodloužené 30minutové verzi s podtitulem „Uncut & Hairy Ultimate Edition“.
J. C. Adams označil Lockhartovo účinkování ve filmech Judas Kiss a I Was a Teenage Werebear za jeden z větších pornohereckých „ataků“ do mainstreamových médií. Lee Stranahan však uvedl, že to nebylo jednoduché, neboť obsazování herců z pornografie do mainstreamových filmů je stále kontroverzní. Podle Stranahana odmítnutí v souvislosti s předchozí kariérou zažil Lockhart opakovaně, což sám potvrdil např. v rozhovoru pro magazín Xtra! Stranahan dodal, že by to pro něj mohlo být jednodušší, kdyby byl připraven se kát a omluvit za své působení v pornografii, on se však za svou sexualitu nestydí. Lockhart na svém blogu komentoval uvedení občanského jména v titulcích tak, že „toto rozhodnutí už bylo dlouho na spadnutí. Nešlo o to, jestli přijde, ale kdy. I když se svou pornokariéru nesnažím před nikým zatajovat, má práce v mainstreamové kinematografii od ní vyžaduje značný odstup.“ Pro Advocate uvedl, že jeho pornografická kariéra je už z velké části u konce, avšak nehodlá dělat žádná oficiální prohlášení. Uvedl také, že má pochopení pro ty tvůrce, kteří chtějí hodnotu jeho značky Brent Corrigan využít k propagaci, ohradil se však proti jeho využití jen pro efekt, jak se stalo u Sister Mary.

### 2013–2014: další produkce
Online magazín Queerty koncem roku 2012 informoval hned o čtyřech Lockhartových filmových projektech, které měly následovat: hororová komedie Kissing Darkness, mysteriózní The Dark Place, kompilace krátkých filmů Welcome to New York a thriller Truth, financovaný pomocí crowdfundingu.
Vznik filmu Truth, na němž se Lockhart podílel i jako koproducent, popsal v té době podrobně na svých webových stránkách: Oslovil ho autor scénáře, režisér a představitel jedné ze dvou hlavních postav Rob Moretti, aby ztvárnil druhého z ústřední dvojice, 20letého Caleba. V srpnu a září 2012 probíhal crowdfunding a v listopadu samotné natáčení. Ještě řadu měsíců však trvala postprodukční fáze spolu s dalším fundraisingem a film byl poprvé uveden 12. července 2013 na QFestu ve Filadelfii. Následovaly např. říjnový FilmOut v San Diegu či listopadový Reeling Film Festival v Chicagu. V polovině ledna 2014 byl snímek uveden i do běžné americké kinodistribuce, koncem března téhož roku šel do online distribuce jako video na vyžádání a počátkem května vyšel na DVD.
Lockhart mezitím nezahálel. V březnu 2013 na svém blogu oznámil, že se chystá k natáčení dalších dvou filmů. Triple Crossed měl být jeho mainstreamovým režijním debutem (i když pornografické filmy už režíroval). Podle vlastního vyjádření mělo jít o malý jednoduchý film s rozpočtem menším než řada pornografických filmů, jejichž natáčení se v minulosti účastnil. Druhým snímkem měl být zmíněný The Dark Place v produkci společnosti Blue Seraph Productions, s níž před dvěma lety natočil Judas Kiss.
Nízkorozpočtový film Triple Crossed se natáčel v dubnu 2013 asi dva týdny, těsně před The Dark Place. Náročnost natáčení v omezených podmínkách a z pohledu současně režiséra i herce Lockhart později rovněž popsal na svých webových stránkách. Výsledný film nešel do kin, ale rovnou na DVD, jež v listopadu vydala společnost TLA Releasing. Šlo o thriller vyprávějící příběh Chrise Jensena, válečného veterána, který z nouze vezme zakázku na vraždu Andrewa Warnera. Ve svém terči, jehož hraje Lockhart, však nachází zalíbení a děj se vyvine jiným směrem.
Natáčení filmu The Dark Place probíhalo pod vedením režiséra Jodyho Wheelera u Portlandu po dobu 21 dní, od 19. dubna do 11. května 2013. V listopadu téhož roku produkce oznámila, že distribuční práva k filmu koupila společnost Shoreline Entertainment a na začátku roku 2014 oznámila prodej práv k distribuci na německojazyčném trhu. Dne 14. června 2014 byl film poprvé uveden v kině, a to na baltimorském festivalu B'More QFest. Šlo o thrillerový příběh Keegana Darka (Blaise Embry), který se vrací ke své dříve opuštěné matce a s překvapením nachází i nového nevlastního otce a bratra. Situace se dál zkomplikuje, když matka upadá do komatu a z Keegana se náhle stává podezřelý pachatel. Lockhart ve snímku ztvárnil 23letého Jakea Bishopa, Keeganova nevraživého nevlastního bratra.

### Filmografie
- 2007: Didn't This Used to Be Fun? – krátký muzikál, role: Sean Lockhart
- 2007: Tell Me (režie: Jody Wheeler) – krátký film, role: Skippy[415]
- 2008: Another Gay Movie 2: divoká jízda (Another Gay Sequel: Gays Gone Wild!, režie: Todd Stephens) – komedie, role: mořský panic Stan, uveden jako Brent Corrigan[416]
- 2008: In the Closet (režie: Jody Wheeler) – krátkometrážní horor, role: Press, uveden jako Brent Corrigan[417][418]
- 2008: Milk (režie: Gus Van Sant) – životopisné drama, role: telefonní strom č. 3, uveden jako Brent Corrigan[419]
- 2009: The Big Gay Musical (režie: Casper Andreas) – muzikálová komedie, role: prostitut, uveden jako Brent Corrigan[420][421]
- 2011: Judas Kiss (režie: J.T. Tepnapa) – mysteriózní drama, role: Chris Wachowsky[422]
- 2011: Sister Mary (režie: Scott Grenke) – hororová komedie, role: Chad, uveden jako Brent Corrigan
- 2011: Přehlídka děsu / Chillerama, část I Was a Teenage Werebear (režie: Tim Sullivan) – hororová komedie, role: Ricky O'Reily, uveden jako Sean Paul Lockhart[375][423]
- 2012: Welcome to New York (režie: Steven Tylor O'Connor) – krátký film, role: Jake[424]
- 2013: Truth (režie: Rob Moretti) – thriller, role: Caleb[425]
- 2013: Triple Crossed (režie: Sean Paul Lockhart) – mysteriózní thriller, role: Andrew Warner[426]
- 2014: The Dark Place (režie: Jody Wheeler a J.T. Tepnapa) – mysteriózní thriller, role: Jake Bishop[427][428]
- 2014: Kissing Darkness (režie: James Townsend) – role: Jonathan[429][430]

### Ocenění
- 2011 Philadelphia QFest: Cena pro vycházející hvězdu / Rising Star Award[365][431]
- 2012 TLA Gaybie Awards: Nejlepší herec ve vedlejší roli / Best Supporting Actor za film Judas Kiss[432][433]